# (505448) 2013 SA100
(505448) 2013 SA100 est un transneptunien, classé comme cubewano, de magnitude absolue 5,92. 
Son diamètre est estimé à un peu moins de 300 km, ce qui pourrait le qualifier comme candidat au statut de planète naine.